# François d'Aix de La Chaise

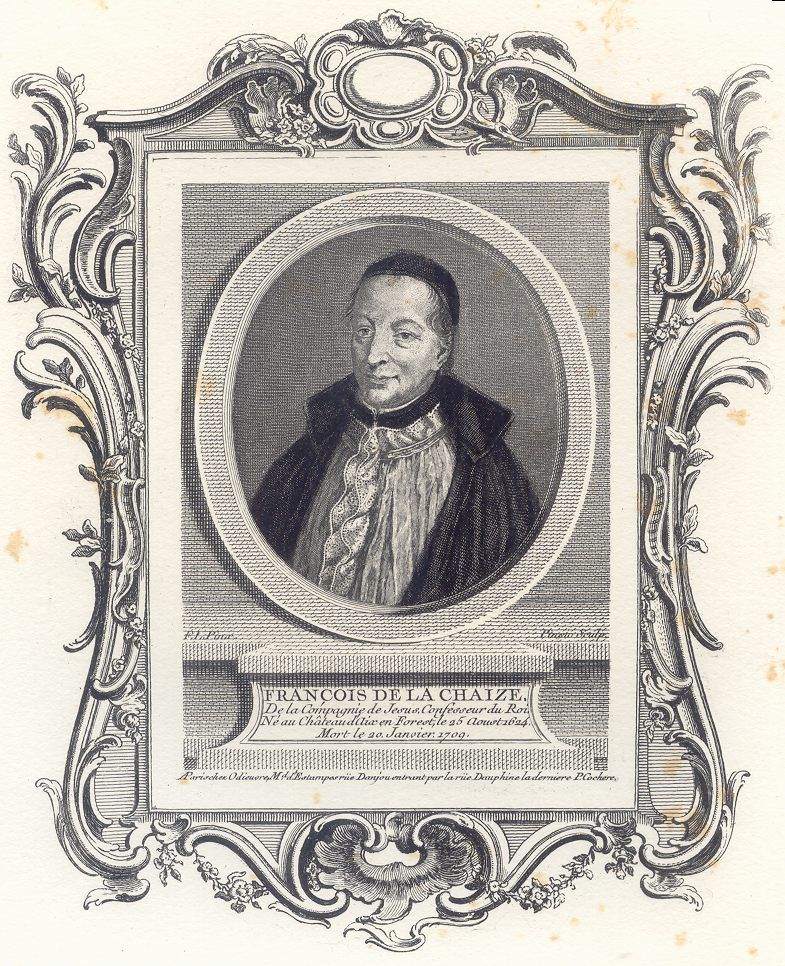
François d'Aix de la Chaise.

François d'Aix de La Chaise, kallad Le pére la Chaise, född den 25 augusti 1624 på slottet Aix i provinsen Forez, död den 20 januari 1709 i Paris, var en fransk teolog.
La Chaise var provinsial i jesuitorden, då Ludvig XIV 1675 valde honom till sin biktfader. Han innehade platsen till sin död och gjorde i sin ordens intressen sitt inflytande gällande vid flera tillfällen, såsom vid Nantesiska ediktets upphävande 1685, vid de kvietistiska striderna och förföljelserna mot jansenisterna. Kungen byggde ett lanställe åt honom öster om Paris som hette Mont-Louis. År 1804 förvandlades lantstället till kyrkogården Père-Lachaise.